# ルーカス・リットキー
- ルーカス・ルートキー

ルーカス・レスター・リットキー（Lucas Lester Luetge, 英語発音：/ˈlukəs ˈlɪtki/; 1987年3月24日 - ）は、アメリカ合衆国テキサス州オースティン郡インダストリー出身の元プロ野球選手（投手）。左投左打。
メディアによっては「ルートキー」と表記されることもある。

## 経歴

### プロ入りとブルワーズ傘下時代
2008年のMLBドラフト21巡目（全体638位）でミルウォーキー・ブルワーズから指名され、プロ入り。

### マリナーズ時代
2011年12月8日にルール・ファイブ・ドラフトでシアトル・マリナーズから指名され、移籍した。
2012年3月22日にアスレチックスと東京で開催されたMLB日本開幕戦の遠征メンバー30人に登録された。3月26日に28人の開幕ロースターに登録された。ただし、東京では出場することはなかった。本土での4月7日のオークランド・アスレチックス戦で2番手として登板し、メジャーデビューを果たした。6月8日のロサンゼルス・ドジャース戦では、4番手で登板して犠打によるアウト1つを記録し、投手6人の継投によるノーヒット・ノーラン達成に関わった。
2014年2月27日にマリナーズと1年契約に合意した。3月28日に傘下のAAA級タコマ・レイニアーズへ異動した。
2015年9月5日にマイナー契約でAAA級タコマへ配属された。オフの11月7日にフリーエージェント(FA)となった。

### エンゼルス傘下時代
2015年12月8日にロサンゼルス・エンゼルスとマイナー契約を結び、2016年のスプリングトレーニングに招待選手として参加することになった。この年は傘下のAAA級ソルトレイク・ビーズでプレーし、48試合に登板して1勝1敗2セーブ、防御率4.85、58奪三振を記録した。オフの10月3日にFAとなった。

### レッズ傘下時代
2016年11月25日にシンシナティ・レッズとマイナー契約を結び、2017年のスプリングトレーニングに招待選手として参加することになった。
2017年は開幕から傘下のAAA級ルイビル・バッツでプレーしていたが、6月1日にFAとなった。

### オリオールズ傘下時代
2017年6月3日にボルチモア・オリオールズとマイナー契約を結び、5日に傘下のAAA級ノーフォーク・タイズへ配属された。オフの11月4日にFAとなった。
2018年はどの球団にも所属しなかった。

### ダイヤモンドバックス傘下時代
2019年2月8日にアリゾナ・ダイヤモンドバックスとマイナー契約を結んだ。シーズンでは傘下のAA級ジャクソン・ジェネラルズとAAA級リノ・エーシズでプレーし、2球団合計で55試合に登板して9勝3敗1セーブ、防御率2.38、74奪三振を記録した。オフの11月4日にFAとなった。

### アスレチックス傘下時代
2019年11月18日にアスレチックスとマイナー契約を結び、2020年のスプリングトレーニングに招待選手として参加することになった。
2020年オフの11月2日にFAとなった。

### ヤンキース時代
2021年2月にニューヨーク・ヤンキースとマイナー契約を結び、スプリングトレーニングに招待選手として参加することになった。
2021年は3月31日にメジャー契約を結んでアクティブ・ロースター入りし、開幕をMLBで迎えた。4月3日のトロント・ブルージェイズ戦で6年ぶりのメジャー復帰登板を果たした。
2022年オフの12月21日にトミー・ケインリーのヤンキース復帰に伴い、DFAとなった。

### ブレーブス時代
2022年12月28日にインディゴ・ディアス、ケイレブ・ダービンとのトレードでアトランタ・ブレーブスに移籍した。

## 選手としての特徴
80～86mphのスライダーと87～92mphのシンカーの2球種で全投球の約3/4を占める。これに88～92mphのフォーシーム、73～75mphのカーブを加えた4つが主要な球種で、チェンジアップは少ししか投げない。速球の最速は、2013年に計測した94.9mph（約152.7km/h）。

## 詳細情報

### 年度別投手成績
| 年 度    | 球 団    | 登 板 | 先 発 | 完 投 | 完 封 | 無 四 球 | 勝 利 | 敗 戦 | セ 丨 ブ | ホ 丨 ル ド | 勝 率 | 打 者 | 投 球 回 | 被 安 打 | 被 本 塁 打 | 与 四 球 | 敬 遠 | 与 死 球 | 奪 三 振 | 暴 投 | ボ 丨 ク | 失 点 | 自 責 点 | 防 御 率 | W H I P |
| -------- | -------- | ----- | ----- | ----- | ----- | -------- | ----- | ----- | -------- | ----------- | ----- | ----- | -------- | -------- | ----------- | -------- | ----- | -------- | -------- | ----- | -------- | ----- | -------- | -------- | ------- |
| 2012     | SEA      | 63    | 0     | 0     | 0     | 0        | 2     | 2     | 2        | 12          | .500  | 178   | 40.2     | 37       | 3           | 24       | 6     | 1        | 38       | 5     | 0        | 20    | 18       | 3.98     | 1.50    |
| 2013     | SEA      | 35    | 0     | 0     | 0     | 0        | 1     | 3     | 0        | 1           | .250  | 165   | 37.0     | 42       | 2           | 16       | 2     | 2        | 27       | 4     | 0        | 22    | 20       | 4.86     | 1.57    |
| 2014     | SEA      | 12    | 0     | 0     | 0     | 0        | 0     | 0     | 0        | 0           | .---  | 38    | 9.0      | 6        | 3           | 5        | 0     | 0        | 7        | 1     | 0        | 5     | 5        | 5.00     | 1.22    |
| 2015     | SEA      | 1     | 0     | 0     | 0     | 0        | 0     | 0     | 0        | 0           | .---  | 8     | 2.1      | 0        | 0           | 2        | 0     | 0        | 2        | 0     | 0        | 0     | 0        | 0.00     | 0.86    |
| 2021     | NYY      | 57    | 1     | 0     | 0     | 0        | 4     | 2     | 1        | 3           | .667  | 301   | 72.1     | 67       | 6           | 15       | 1     | 3        | 78       | 8     | 0        | 30    | 22       | 2.74     | 1.13    |
| 2022     | NYY      | 50    | 0     | 0     | 0     | 0        | 4     | 4     | 2        | 6           | .500  | 251   | 57.1     | 63       | 4           | 17       | 1     | 4        | 60       | 1     | 0        | 19    | 17       | 2.67     | 1.40    |
| 2023     | ATL      | 12    | 0     | 0     | 0     | 0        | 1     | 0     | 0        | 0           | 1.000 | 65    | 13.2     | 17       | 2           | 7        | 0     | 1        | 14       | 2     | 0        | 11    | 11       | 7.24     | 1.76    |
| MLB：7年 | MLB：7年 | 230   | 1     | 0     | 0     | 0        | 12    | 11    | 5        | 22          | .522  | 1006  | 232.1    | 232      | 20          | 86       | 10    | 11       | 226      | 21    | 0        | 107   | 93       | 3.60     | 1.37    |

- 2023年度シーズン終了時

### 年度別守備成績
| 年 度 | 球 団 | 投手（P） | 投手（P） | 投手（P） | 投手（P） | 投手（P） | 投手（P） |
| 年 度 | 球 団 | 試 合     | 刺 殺     | 補 殺     | 失 策     | 併 殺     | 守 備 率  |
| ----- | ----- | --------- | --------- | --------- | --------- | --------- | --------- |
| 2012  | SEA   | 63        | 1         | 1         | 0         | 1         | 1.000     |
| 2013  | SEA   | 35        | 2         | 3         | 0         | 1         | 1.000     |
| 2014  | SEA   | 12        | 0         | 1         | 0         | 0         | 1.000     |
| 2015  | SEA   | 1         | 0         | 2         | 0         | 0         | 1.000     |
| 2021  | NYY   | 57        | 3         | 5         | 0         | 1         | 1.000     |
| 2022  | NYY   | 50        | 1         | 3         | 2         | 2         | .667      |
| 2023  | ATL   | 12        | 0         | 0         | 0         | 0         |           |
| MLB   | MLB   | 230       | 7         | 15        | 2         | 5         | .917      |

- 2023年度シーズン終了時

### 記録
- ノーヒットノーラン：1回（2012年6月8日、対ロサンゼルス・ドジャース戦）[注釈 1]

### 背番号
- 44（2012年 - 2015年）
- 63（2021年 - 2022年）